# Harpactea blasi
Harpactea blasi es una especie de arañas araneomorfas cavernícola de la familia Dysderidae.

## Distribución geográfica
Es endémica del sudeste de la península ibérica (España).